# Ana Mojica
Ana Mojica es una actriz colombiana de cine, teatro y televisión, activa entre las décadas de 1950 y 1990.

## Biografía
Ana Mojica inició su vida artística a los 6 años con una compañía chilena de ópera infantil, luego entraría a la Compañía Bogotana de Comedia. Después, ya en 1948 entró a la modalidad de teatro leído en la radio Nueva Granada y para 1950 conoció a Bernardo Romero Lozano que la llevó a trabajar en obras clásicas en teleteatro en la Radio Nacional las cuales pasaron a la TV en XXXXX

## Carrera
Mojica nació en el municipio de Soatá, Boyacá, pero la violencia bipartidista que se vivía en la época obligó a la familia a trasladarse a Bogotá. En esa ciudad, Mojica se inició en la actuación a comienzos de la década de 1950, destacándose principalmente en el teatro y en las radionovelas. En la década de 1960 su rostro empezó a ser familiar en la televisión colombiana, registrando apariciones en producciones como Dos rostros, una vida y Candó. Posteriormente se destacó en otras producciones para televisión como La feria de las vanidades, La marquesa de Yolombó, La abuela, Pero sigo siendo el rey y Vidas trocadas, además de actuar en películas como La abuela, Caín y Tiempo para amar.
En la década de 1990 su presencia en la televisión colombiana empezó a ser más escasa, registrando apariciones en telenovelas como Ana de Negro, Gitana, La viuda de Blanco y ¡Ay cosita linda mamá! Su última aparición ocurrió en la popular telenovela Pasión de gavilanes en 2003, tras lo cual se trasladó a la ciudad de Miami para dedicarse a su familia.